# Pentanodes albofasciatus
Pentanodes albofasciatus là một loài bọ cánh cứng trong họ Cerambycidae.